# Högsby landskommun
Högsby landskommun var en tidigare kommun i Kalmar län.

## Administrativ historik
Den 1 januari 1863 började kommunalförordningarna gälla och då inrättades i Högsby socken i Handbörds härad i Småland denna kommun. 1889 utbröts Fågelfors landskommun.
I kommunen inrättades enligt beslut den 24 september 1948 en del av Ruda municipalsamhälle, som också inrättades i Långemåla landskommun och Fliseryds landskommun. Municipalsamhället upplöstes med utgången av 1959.
Vid den landsomfattande kommunreformen den 1 januari 1952 bildade Högsby en "storkommun" genom inkorporering av Fågelfors landskommun och Långemåla landskommun. Dessutom överfördes, enligt beslut den 9 mars 1951, delen av Ruda municipalsamhälle i Fliseryds landskommun och Fliseryds församling till den utökade landskommunen och Långemåla församling. Fliseryds-delen av Ruda municipalsamhälle omfattade en areal av 0,80 km², varav allt land. Den 1 januari 1969 inkorporerades Fagerhults landskommun innan landskommunen 1 januari 1971 ombildades till Högsby kommun.
Kommunkoden 1952-1970 var 0821.

### Kyrklig tillhörighet
I kyrkligt hänseende tillhörde landskommunen Högsby församling. Den 1 januari 1952 tillkom Fågelfors församling och Långemåla församling och den 1 januari 1969 Fagerhults församling.

## Kommunvapnet
Blasonering: I blått fält en ginstam av silver, nedtill med tre rundbågade valv.
Detta vapen fastställdes av Kungl. Maj:t den 24 november 1961 och används idag av Högsby kommun.

## Geografi
Högsby landskommun omfattade den 1 januari 1952 en areal av 588,29 km², varav 554,52 km² land.

### Tätorter i kommunen 1960
| Tätort    | Folkmängd |
| --------- | --------- |
| Högsby    | 1 545     |
| Berga     | 920       |
| Ruda      | 776       |
| Fågelfors | 613       |

Tätortsgraden i kommunen var den 1 november 1960 49,0 procent.

## Politik

### Mandatfördelning i valen 1938-1968
| 2 | 12 | 7 | 2 | 7 |

| 29 |

|  | 13 | 8 | 2 | 6 |

| 30 |

| 3 | 11 | 7 | 4 | 5 |

| 30 |

|  | 18 | 9 | 5 | 7 |

| 40 |

| 18 | 2 | 7 | 5 | 8 |

| 40 |

|  | 19 | 7 | 4 | 9 |

| 40 |

| 2 | 18 |  | 8 | 4 | 7 |

| 39 |

| 2 | 15 | 7 | 7 | 3 |  | 5 |

| 40 |

|  | 18 | 4 | 8 | 2 |  | 6 |

| 40 |